# Trecastelli

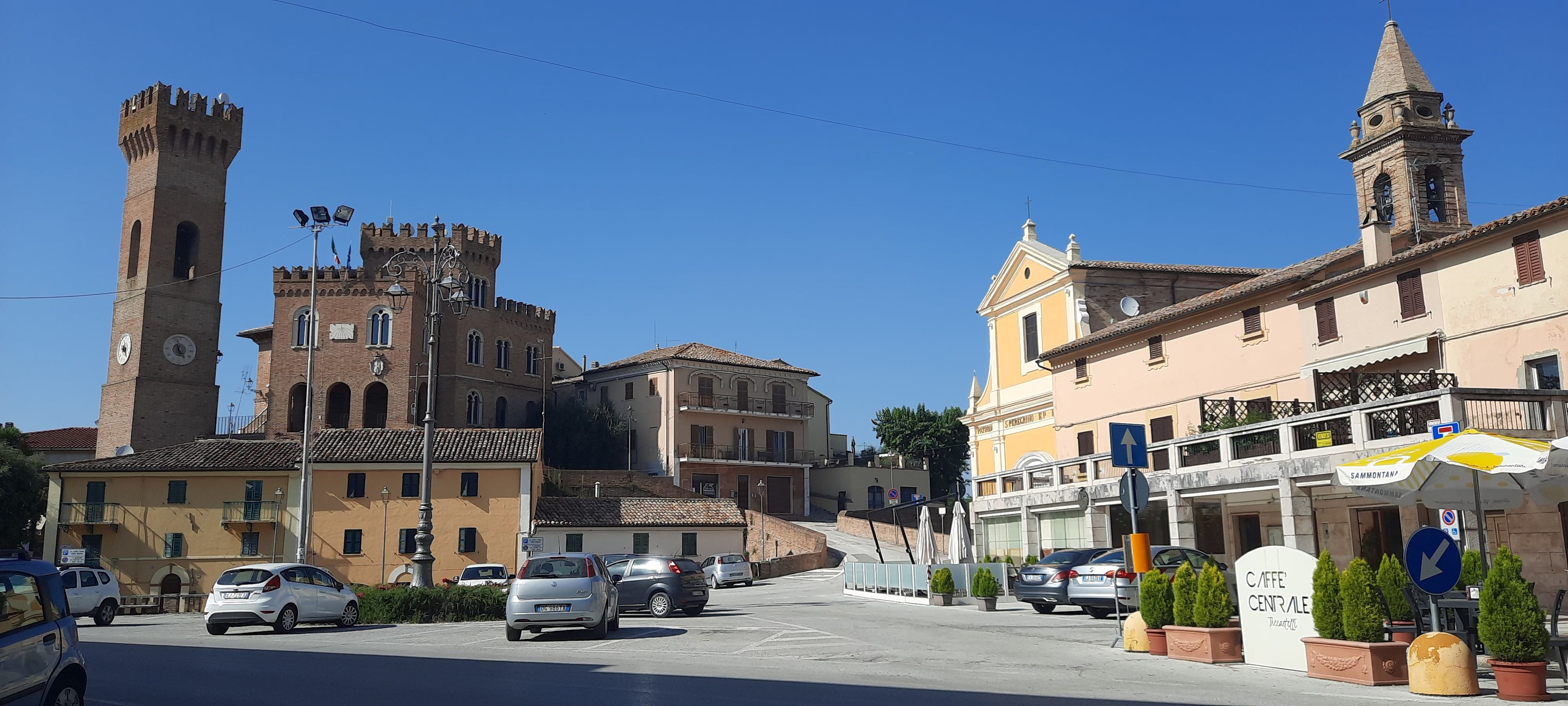
Piazza Giacomo Leopardi a Ripe, con il Palazzo Comunale (a sinistra) e la Chiesa di San Pellegrino.

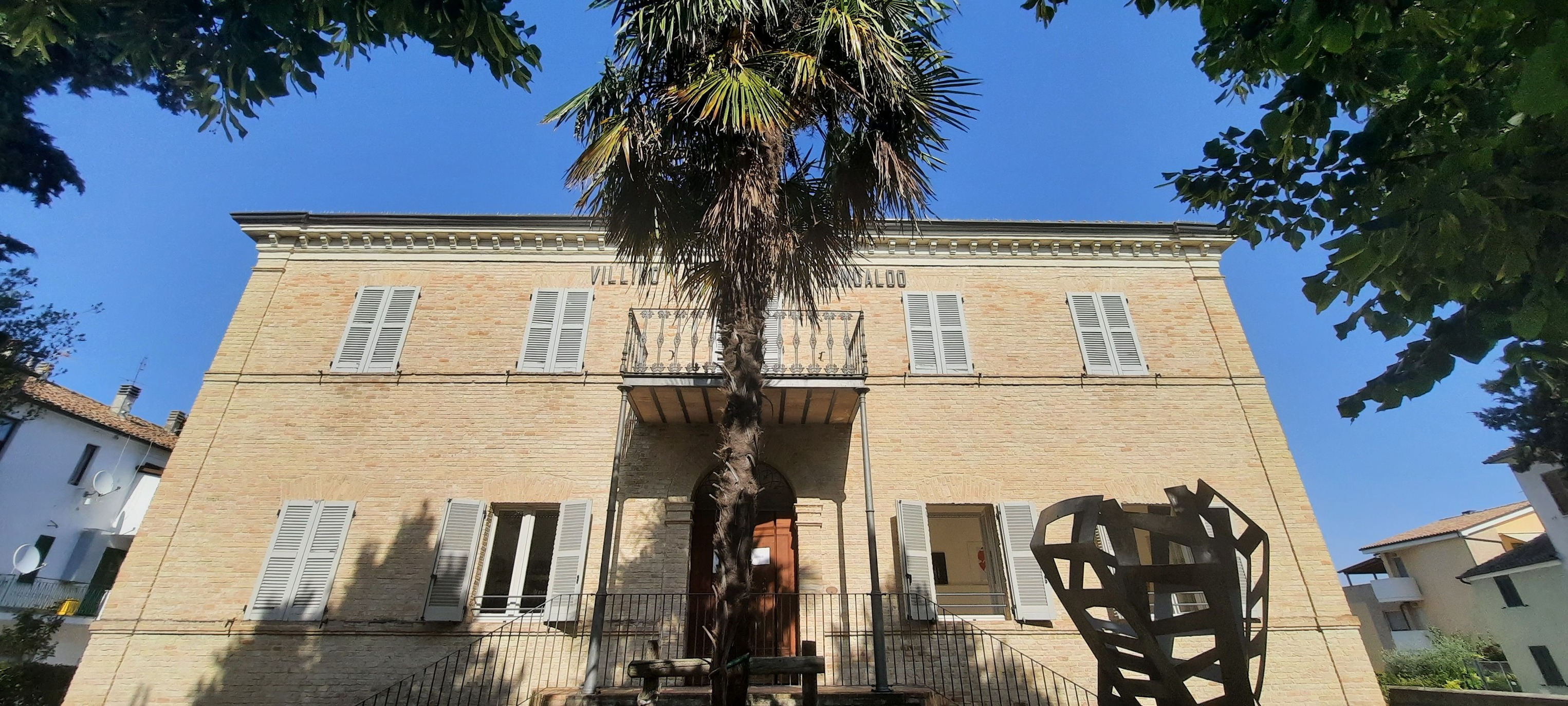
Villino Romualdo (XIX sec.); sede del Museo Nori de' Nobili.

Trecastelli (Trécastei in dialetto gallo-piceno) è un comune italiano sparso di 7 578 abitanti della provincia di Ancona nelle Marche.
È stato istituito con la legge regionale n. 18/2013 che ha sancito la fusione di Ripe, Castel Colonna e Monterado, ed è operativo dal 1º gennaio 2014. Da questa data i tre comuni precedenti hanno cessato di esistere come tali e sono divenuti municipi ai sensi dell'art. 31 dello statuto comunale. La sede del comune di Trecastelli si trova a Ripe.

## Storia

### Simboli
Lo stemma e il gonfalone della città di Trecastelli sono stati concessi con decreto del presidente della Repubblica del 15 marzo 2018.
Le tre torri, allineate alla stessa altezza, in segno di uguaglianza e vicinanza, rappresentano i tre comuni che han dato origine a Trecastelli; al di sopra una stella d'oro, simbolo di aspirazione a cose superiori.
Il gonfalone è un drappo di bianco con la bordatura di rosso.

## Monumenti e luoghi d'interesse

### Chiese
- Chiesa di San Mauro Abate (località Castel Colonna) - XIII secolo
- Chiesa di San Giacomo Maggiore (località Monterado) - terminata XIX secolo
- Chiesa della Beata Vergine Maria del SS. Rosario di Fatima (località Ponte Rio) -  XX secolo
- Chiesa di San Pellegrino (località Ripe) - XVIII secolo
- Chiesa  del Santissimo Crocifisso (località Ripe) - XIX secolo (privata)
- Chiesa Madonna del Rosario (località Passo Ripe) - XX secolo
- Chiesa di S.Antonio da Padova (località Passo Ripe) - XX secolo
- Chiesa di S. Francesco d'Assisi e S. Timotea vergine e martire (località Brugnetto) - XVIII secolo
- Chiesa di S.Michele Arcangelo (località Brugnetto) - XVIII secolo

### Dimore storiche
- Castello di Monterado (località Monterado) - XVIII secolo
- Palazzo Antonelli Castracani Augusti o "delle cento finestre" (località Brugnetto) - XVII secolo

### Altro
- Torre Malatestiana (località Castel Colonna) - XV secolo
- Castello di Ripe (località Ripe) - XX secolo
- Villino Romualdo (località Ripe) - XIX secolo, ristrutturato recentemente con il contributo di fondi FESR dell'Unione Europea e visitabile[6], sede del museo Nori de' Nobili e del Centro Studi sulla Donna nelle Arti Visive Contemporanee

## Società

### Evoluzione demografica
Abitanti censiti

## Cultura

### Musei
- Museo Nori de' Nobili, raccolta di opere della pittrice pesarese Nori de' Nobili che passò parte dell'infanzia a Brugnetto di Trecastelli.

### Prodotti tipici
- Salame di Frattula
- Porchetta delle terre di Frattula

## Amministrazione

Il gonfalone comunale

| Periodo         | Periodo        | Primo cittadino     | Partito                     | Carica                  | Note  |
| --------------- | -------------- | ------------------- | --------------------------- | ----------------------- | ----- |
| 1º gennaio 2014 | 26 maggio 2014 | Francesca Montesi   | —                           | Commissario prefettizio | [ 8 ] |
| 26 maggio 2014  | 26 maggio 2019 | Faustino Conigli    | Lista civica                | Sindaco                 | [ 8 ] |
| 27 maggio 2019  | 9 giugno 2024  | Marco Sebastianelli | Trecastelli passione comune | Sindaco                 | [ 8 ] |
| 10 giugno 2024  | in carica      | Marco Sebastianelli | Trecastelli passione comune | Sindaco                 | [ 8 ] |

## Sport

### Calcio
La squadra di calcio locale si chiama Trecastelli Polisportiva A.S.D., nata nel giugno 2022 dalla fusione di due club locali. La prima squadra partecipa al campionato di Seconda Categoria. La società vanta un valido settore giovanile, completo di ragazzi di tutte le età, dai Piccoli Amici Under 6 alla formazione Juniores Under 19. La polisportiva, in quanto tale, ha inoltre una sezione dedicata al ciclismo ed una dedicata all'atletica leggera.

### Tennis
È presente un complesso con 3 campi da tennis adiacente al campo da calcio in località Ponte Rio.

### Equitazione
Un centro immerso nel verde è situato in via RipaBianca di Ponte Rio.